# Disastro del Tay Bridge
Il disastro del Tay Bridge fu un disastro ferroviario causato da un cedimento strutturale che avvenne il 28 dicembre 1879, quando il primo ponte sul Tay, che attraversa il Firth of Tay tra Dundee e Wormit in Scozia, cedette durante una violenta tempesta mentre stava transitando un convoglio. Il ponte era stato progettato dal noto ingegnere ferroviario Thomas Bouch, usando un traliccio che combinava ferro battuto e ghisa.

## Descrizione

### Il disastro
Durante una violenta tempesta la sera del 28 dicembre 1879, la sezione centrale del ponte, conosciuta come “travate alte”, collassò, trascinando con sé un treno che percorreva la sua linea unica. Vi furono 60 vittime accertate. Il numero complessivo fu stabilito solo da un esame meticoloso delle vendite dei biglietti, alcuni provenienti anche dalla stazione di King's Cross a Londra. Furono trovate 46 delle 60 vittime riconosciute, di cui due corpi furono recuperati non prima del febbraio 1880.

### Cause

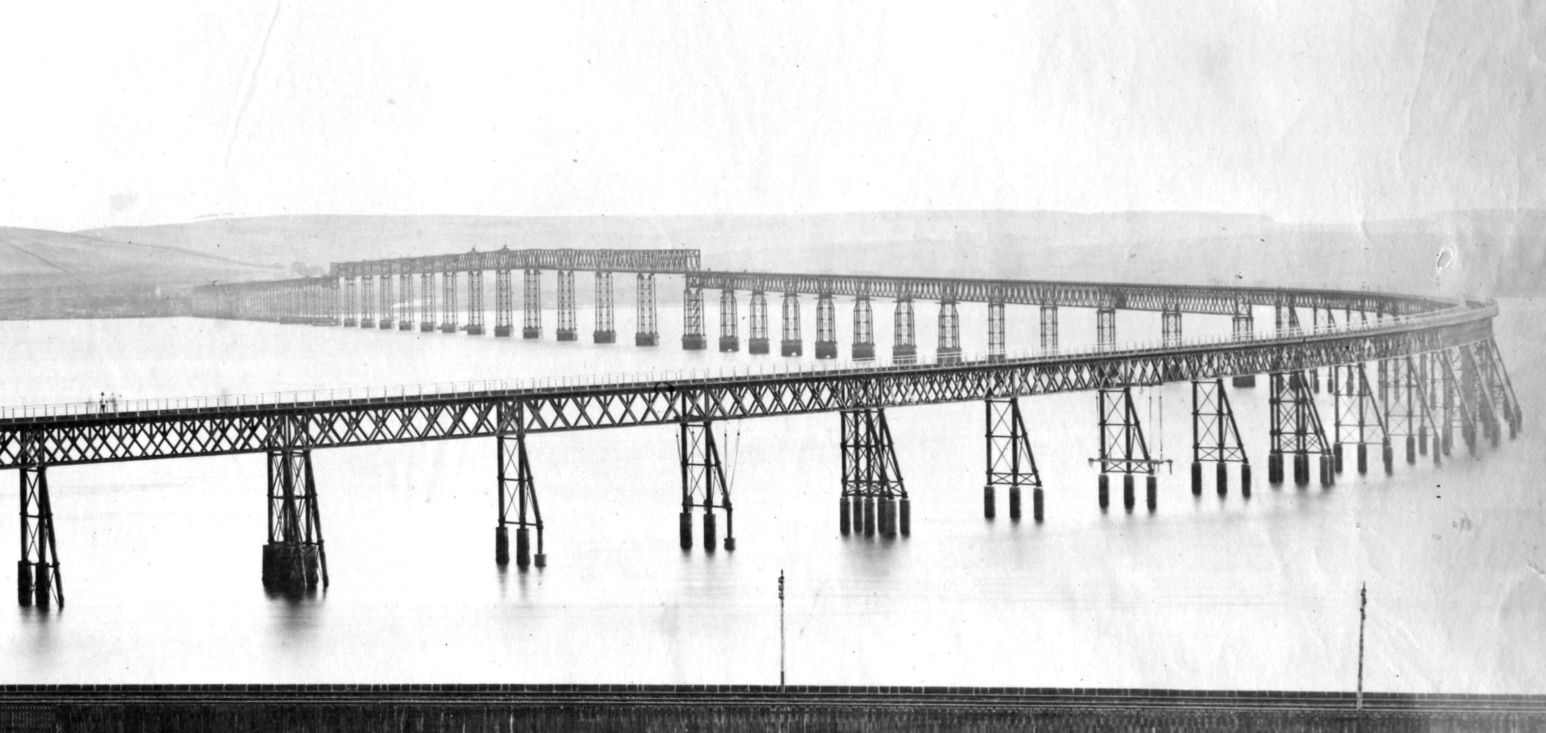
Il ponte prima della catastrofe

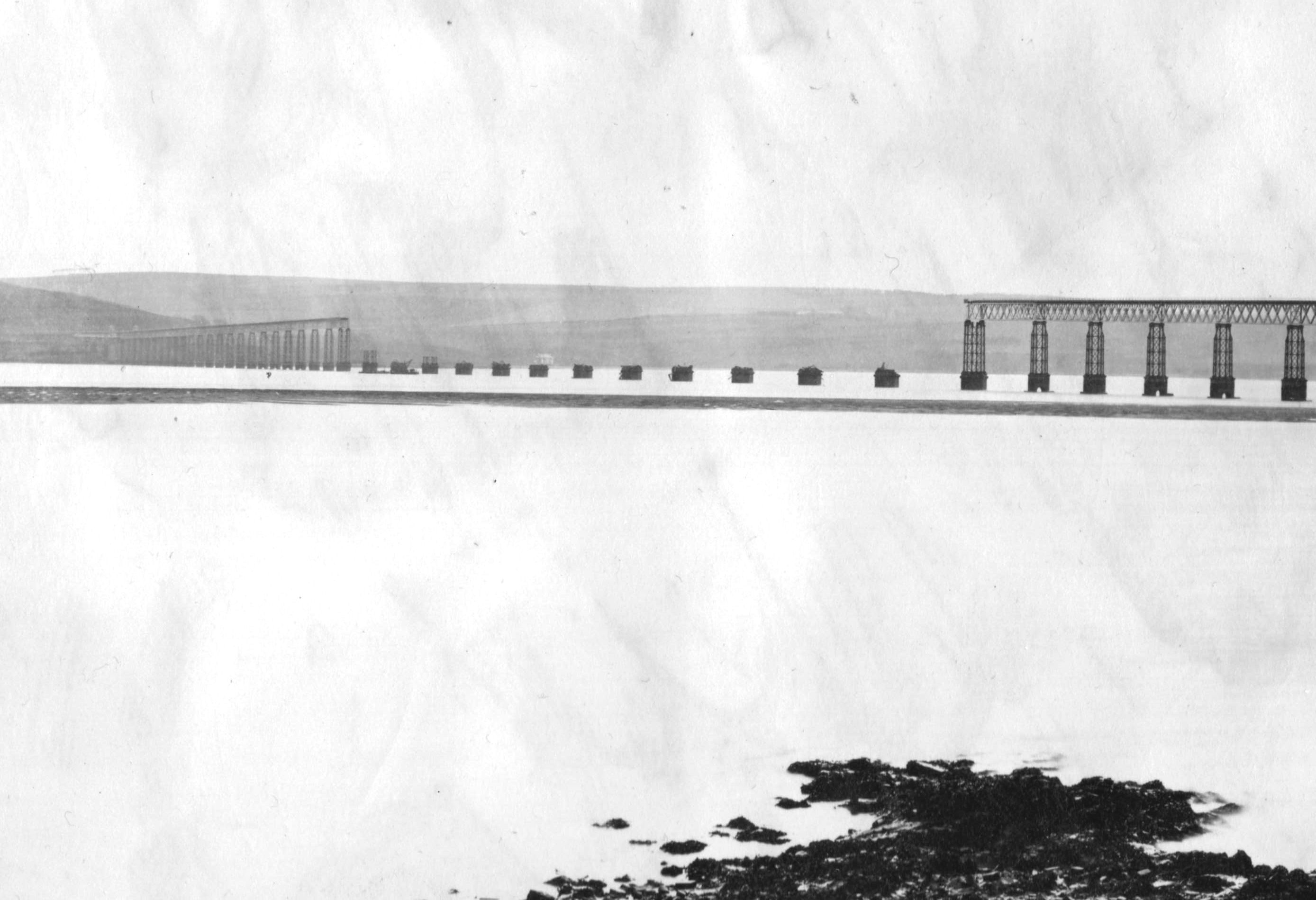
Il ponte dopo la catastrofe

Gli investigatori determinarono subito molti difetti nella progettazione, nei materiali e nei processi che contribuirono al crollo. Bouch dichiarò di aver ricevuto informazioni errate riguardo al carico da vento, ma le sue dichiarazioni successive suggerirono che nei calcoli statici non tenne conto del carico del vento. Secondo la sua testimonianza risultò che gli era stato suggerito di non calcolare il carico del vento per travate più corte di 200 piedi, e pertanto non procedette al calcolo neanche per le travature più lunghe. La sezione centrale del ponte, dove la ferrovia correva all'interno delle cosiddette "travature alte", che erano state realizzate per permettere una luce abbastanza alta in maniera da consentire il transito delle imbarcazioni, erano invece potenzialmente soggetto ad un baricentro alto e pertanto molto vulnerabili a venti di quota. Inoltre dalle testimonianze raccolte sembra che né Bouch né gli appaltatori abbiano regolarmente visitato la fonderia sul posto dove veniva riciclato il ferro del precedente ponte. 
Analisi condotte su alcuni elementi che furono recuperati in seguito al disastro rilevarono che la ghisa delle colonne che sostenevano la tredicesima campata del ponte, lunga 75 metri, era di scarsa qualità. Inoltre molte delle colonne erano state forgiate in malo modo, con il risultato che le anime delle travi e colonne non avevano uno spessore costante. Infine emersero anche prove che le colate imperfette venivano contraffatte durante i collaudi, anch'essi successivamente valutati come inadeguati. In particolare alcuni dei piatti usati come punti di ancoraggio per le barre di ferro battuto erano state brasate invece che saldate alle colonne. Purtroppo, non sono rimaste prove delle alette bruciate e le alette normali erano molto deboli. Testate per l'inchiesta da David Kirkaldy, fu accertata la rottura a solo 20 LT invece che al carico previsto di 60 LT. Queste alette cedettero e destabilizzarono l'intera sezione centrale del ponte durante la tempesta.

### Conseguenze
Alcuni autori sostengono che gli ultimi vagoni vennero sbalzati dalla linea e colpirono le travature, causando il collasso. La tesi fu avanzata da Bouch in sua difesa. Fu rigettata dall'inchiesta ufficiale che ritenne che tale ipotesi non potesse spiegare come un ponte possa essere così debole da collassare a causa di un solo deragliamento. Tale ipotesi non fu inoltre neanche in grado di fornire una ragione che potesse spiegare il motivo per il quale il ponte collassò lungo un tratto di quasi mezzo chilometro.
La locomotiva NBR 224 costruita da Thomas Wheatley presso le fonderie Cowlairs, sopravvisse al disastro e fu recuperata dal fiume e riparata. Rimase in servizio fino al 1919, con il soprannome di "The Diver" (la Tuffatrice). A causa del disastro nel quale fu coinvolta, molti conducenti superstiziosi si rifiutarono in seguito di guidarla attraverso il nuovo ponte ricostruito.
L'elevato numero delle vittime spinse gli ingegneri a creare e migliorare sia il ponte sul Tay che il famoso Forth Bridge.

## Opere letterarie sul disastro
Il poeta vittoriano William McGonagall commemorò l'evento nel poema The Tay Bridge Disaster. Allo stesso modo, il poeta tedesco Theodor Fontane, sconvolto dalla notizia, scrisse il poema Die Brück' am Tay (con ovvie allusioni a William Shakespeare e Friedrich von Schiller), che fu pubblicato appena dieci giorni dopo la tragedia. Il castello del cappellaio, il romanzo del 1931 dell'autore scozzese A. J. Cronin, contiene una scena che riguarda il disastro del Tay Bridge, e l'adattamento cinematografico del 1942 ricrea drammaticamente il crollo catastrofico del ponte. L'evento compare anche nel romanzo del 2002 di Barbara Vine The Blood Doctor. L'autore scozzese Sorche Nic Leodhas ha scritto una storia, The Tay Bridge Train, su un uomo che sopravvisse perché fu avvisato di non prendere il treno per il ponte Tay.